# Polystichum baoxingense
Polystichum baoxingense är en träjonväxtart som beskrevs av Ren-Chang Ching och H. S. Kung. Polystichum baoxingense ingår i släktet Polystichum och familjen Dryopteridaceae. Inga underarter finns listade.